# فوينجاما

فوينجاما هي مدينة صغيرة تقع في أقصى شمال ليبيريا بالقرب من الحدود مع دولة غينيا، بلغ عدد سكان المدينة 26،594 نسمة وفقاً لإحصاء عام 2008.